# 嶋正利
嶋 正利（しま まさとし、1943年8月22日 - ）は、日本のマイクロプロセッサアーキテクト。
会津大学教授、AOIテクノロジー株式会社代表取締役社長などを歴任した。

## 概要
最初期のマイクロプロセッサの一つである「Intel 4004」の設計開発者の一人である。Intel 4004のほかにも、「Intel 8080」、「Z80」、「Z8000」などのマイクロプロセッサの開発に携わっており、世界のマイクロプロセッサの歴史に多大な影響を与えた。

## 来歴

### 生い立ち
1943年、静岡県静岡市に生まれた。静岡県立静岡高等学校を卒業後、東北大学理学部化学第二学科に進学した。化学を専攻していたが、同じ研究室の先輩から「嶋、世の中には、電子で動く、電子計算機があるんだ。いろんな物質の構造式を見つけ出すソフトもある」といった話を聞いていた。

### 日本計算機販売
1967年、日本計算機販売(株)（後のビジコン。以下ではビジコンと書く）に入社した。
入社後、事務ソフト部門に配属された。そういったアプリケーションの開発には興味がわかず、上司に開発部門に異動させるよう直訴し、1967年の秋に日本計算機製造(株)茨木工場に出向となり、待望の電卓開発の仕事につくことになった。
その後、相次いで開発されるICに対応するため、担当した電卓の開発チームが渡米してしまい、他の事情もあり嶋はいったんビジコンを離れる。静岡県警察に転職し科学鑑識課に勤めるも、3ヶ月後に開発の仕事ということで電卓の世界に復帰した。
そして1970年、「Intel 4004」を開発することとなる。

### 4004

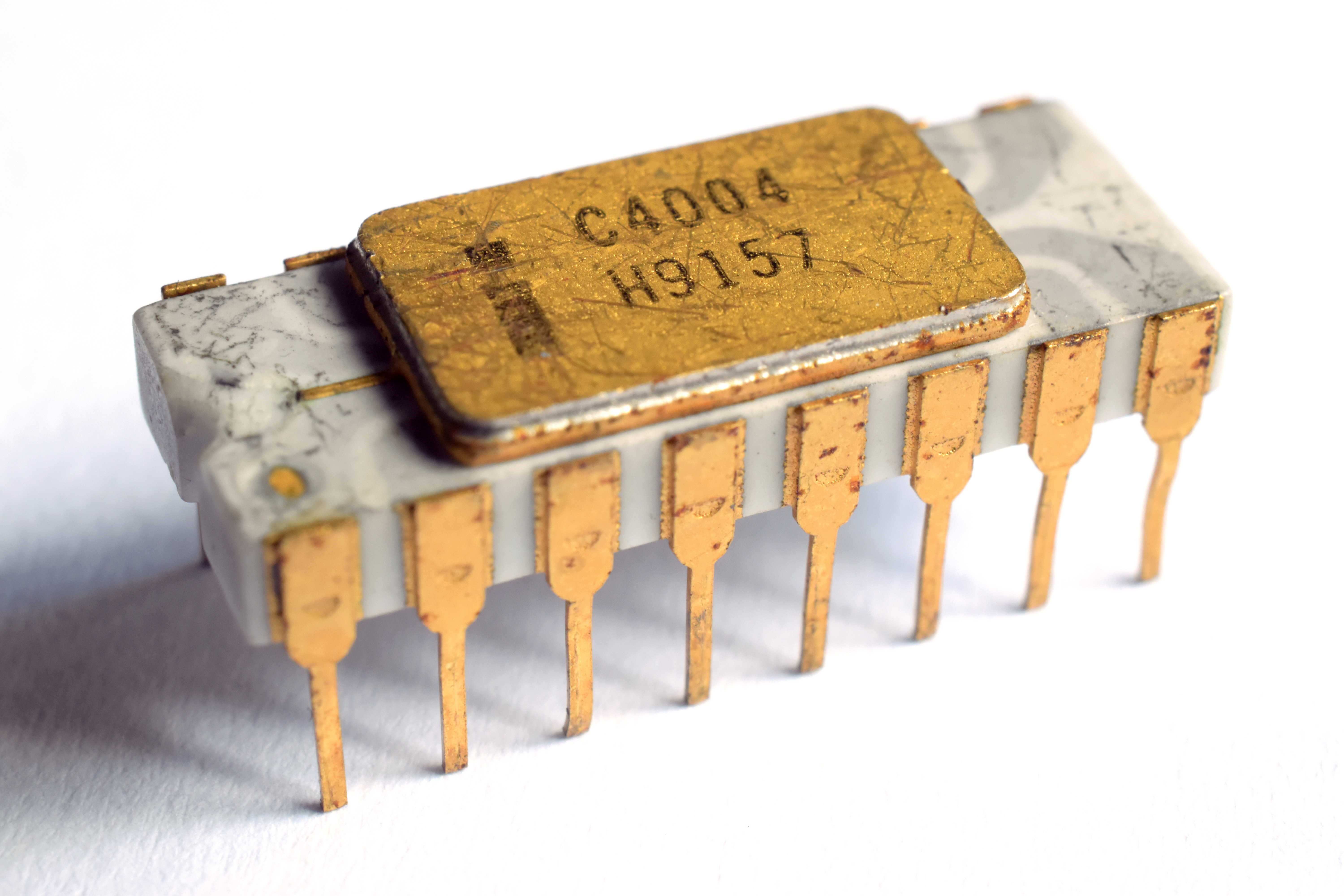
インテル4004

4004は、ビジコンの、プログラム制御方式の高級電卓のために必要なチップとしてインテルと共同開発したものであり、嶋はビジコンの社員として開発に関わった。インテル社史では当初、4004の設計開発者はフェデリコ・ファジン、マーシャン・ホフ（テッド・ホフ）、スタンレー・メイザーであるとされ、顧客会社の出張社員である嶋の名はなかったが、1984年に設計を行った一人であると追認された。
1969年。この年、シャープがLSIを採用した電卓「QT-8D」を発表・発売し、電卓業界は急速にLSI化への道を進んでいた。日本計算器製造（1970年に「ビジコン」に社名変更。以下ビジコンと表記）は、ランダム論理制御（ワイヤードロジック）により電卓のタイプ毎に異なるカスタムLSIを使用するのではなく、LSIは複数のタイプの電卓間で共通化し、ROMの内容を書き換えることで各タイプに対応するプログラム論理制御の電卓を企画した。さらに、同じLSIを、似たような計算が必要な伝票発行機などに流用することも意図していた。
前年の1968年に、ビジコンの電卓の開発製造を担当していた電子技研工業（1971年にビジコンに合併）から開発の仕事の打診を受け、嶋は、静岡での科学鑑識の仕事から電卓の世界に戻っており、1968年の秋に、LSIは未使用であるがプログラム論理制御の「ビジコン162P」を完成させ、新方式への理解を深めていた。
1969年に入り、前述のようにLSIを使用した電卓を開発する機運が高まった。提携先としてインテルが選ばれ(日本電気の中央研究所勤務から、支配人を経て、顧問を務めた長船廣衛がロバート・ノイスへの紹介状をビジコンの社長から依頼されて書いている)、6月に渡米の予定となった。余裕があった嶋が、システムの構成を渡米までに考えることになった。162Pの経験をLSI化に応用したような構成を考えた。渡米は6月20日発、ボーイング747の就航前年であり、旧型機でのフライトであった。嶋らをサンフランシスコ空港まで迎えに来ていたのは、後にマイクロコンピュータの基となるアイディアを出したテッド・ホフであった。
1969年の初夏のサンフランシスコでおこなわれた、ビジコン側からの電卓の構想についての説明に対し、インテル側はほとんど興味を示さなかった。要求仕様についてインテルに伝えれば、LSIについては論理設計（詳細設計）から製造までインテル側で行われると思っていたビジコンの技術者は、日々戸惑いを増していたが、これには大きな誤解があった。実は本契約はまだ交わされておらず、インテル側は単にコンサルティングとしてつきあっている、という状態だったのだ、と後になってわかったという。この意識のズレは後々も姿を見せる。
この時、ビジコン側（嶋）が提案したのは、次のような構成であった。電卓全体の方式としてはプログラム論理制御とし、電卓の用途に応じてメモリに書き込むプログラムを替え、様々なタイプの電卓に対応させる。周辺機器などの制御にはそれぞれ専用のLSIを用意し、プリンタの制御はランダム論理制御としていた。新規設計のLSIを10種類前後使用する。この提案には、数の問題ばかりでなく、LSIのパッケージングの問題もあった。この構成では、40ピンなどの比較的大きなパッケージを必要としたが、インテル側にはそのようなパッケージの用意がなく、当時メモリなどに使っていた16乃至18ピンのパッケージを利用したがっていたのだが、ビジコンにはそれは知らされていなかった。テッド・ホフは、このビジコン案に対し、そのプログラム論理制御という点に興味を示していた。
8月21日、インテル社からビジコン社に送られた手紙には、ビジコンが望む規模と価格でのLSIの生産は不可能、と読める内容が記され、開発はほとんど暗礁に乗り上げていた。
1969年8月下旬のある日、嶋らの所へテッド・ホフがやってきて、口癖である「My idea is」を発しながら、いっそ4ビットで汎用の、コンピュータのCPUのようなLSIを作れば良いではないか、というアイディアを説明した。
ビジコン案では、たとえば電卓の加算であれば、2個のレジスタの指数を揃えた後、一個の加算命令で全桁の加算がいっぺんにおこなわれるという「マクロな命令」によるプログラム制御であった。これに対し、ホフのアイディアは、4ビットの汎用のコンピュータのCPUのようなものを作り、たとえば加算命令は4ビットで十進一桁の計算をするのみという「マイクロな命令」とし、プログラムで電卓の機能を実現する、というものであった（命令は単純にし、プログラム（ソフトウェア）側が複雑さを受け持つ、という方向転換は、むしろ後年のCISC→RISCに似ているとも言える）。
ホフが最初に示したスケッチでは、電卓における計算以外の機能（キーや表示の入出力制御など）をどう実現するかは示されておらず、前述のピン数の問題も考えられていなかった。
当初案ベースの仕様検討と並列して、ホフのアイディアを元にしたチップについても、電卓向けに必要な修正や他の部分を含む詳細な仕様を検討し、後者を進める方針がほぼ固まったが、契約がまとまらず、1969年12月20日に嶋は帰国した。
翌1970年の4月7日、単なる打ち合わせをする予定で、再度の渡米をする。本契約は同年の2月6日に結ばれており（この時、元の文面にあった「電子計算機」が「卓上計算機」に変わっていて、ビジコンの独占範囲が限定されていた）、設計はインテル側が進めているものと思っていたが、結局嶋がほとんどの論理設計をすることになった。『マイクロコンピュータの誕生』には特に書かれていないが、文藝春秋に寄せた文章によれば「莫大な開発費を支払ったのに、何もやっていないとは何ごとかッ！」と激怒したという。4月に渡米して進捗をチェックした嶋が激怒(enraged)したことは、別文献にも掲載されている。
インテルの説明するところでは、プロセッサの論理設計のできる技術者を雇おうとしたが、アーキテクチャが4ビットだということがわかると、みんな辞退してしまったのだという。当時既にメインフレームは32ビット、ミニコンピュータでも8ビット～16ビットで、そういったコンピュータの設計者から見れば、4ビットでは「おもちゃ」と思われたためであった。
しかし、2010年代から振り返って見た時（この段落の記述は2014年の書籍の邦訳版『インテル 世界で最も重要な会社の産業史』をベースとする）、おそらく最も単純かつ主だった理由は「その時のIntel社は、それどころではなかった」ということであろう。創業からそう長い時間がたっておらず、まだ決定的な商品を送り出すことができていなかったIntel社は、この4004の誕生と同じその頃、その「決定的な商品」となるべきDRAMチップ「1103」についてもまた、開発中であった。そしてそのために、4004シリーズ（4001〜4004）の開発が「スカンクワークス」の仕事であったのに対し、「大多数の社員は会社存亡の対処に追われていた」のである。単に、画期的な新製品の開発の難しい時期にさしかかっていた、というだけではなく、1103は実はその安定性に不安があった。結果的には、「コアメモリは新しいチップに価格競争で負けました」（cores lose price war to new chip）という挑戦的な広告とともに、成功したチップとして歴史に残ることとなったが、これはいくつかの幸運のおかげだった。
渡米した嶋らに、パターン（論理ベースの回路図を元に、具体的にLSI上の配置を決定する仕事）設計者でプロジェクト・リーダーとなるフェデリコ・ファジンが紹介された。パターン設計者がいるということから論理設計は進んでいるものと思われたが、実はファジンは前日に雇われたばかりで、引き継ぎすらもされていなかった。つまり、論理設計はまだ全く進んでおらず、誰もやるものがいないという状態であったため、嶋が論理設計をおこなうことになった（ファジンは、論理設計も自分がやり、嶋はその補佐であったと主張している）。
CPU自身の論理設計の方式はワイヤードロジックとした（プロセッサの制御方式にはワイヤードロジックとマイクロプログラム方式とがある）。2～3か月でCPUの論理設計が完成し、周辺のチップの設計も進めた。9月からCPUのパターン設計に入り、嶋はファジンから学びながらパターンの設計やチェックの仕事にも参加した。目途が付いたため、10月中旬に市場調査のため東海岸とヨーロッパを視察してから帰国した。
明けて1971年、いわゆるマイコン開発支援システムと後に呼ばれるようになるようなものを作り、完成に備えた。4月、通関で一悶着あったものの、なんとかCPUを輸入でき、動作を確認した。世界初のマイクロプロセッサの誕生であった。なお、一般に4004の「誕生日」とされているのは、同年11月のインテルによる一般発表の日である。また、インテルの資料では、CPUの4004の他、周辺のチップをセットとして「MCS-4」としており、MCSとはマイクロコンピュータシステムの略である。
当時は国内産業（この場合半導体メーカ）育成のために、LSIの輸入に際しては手続きが厳しかったにもかかわらず、通関審査を通す時に、送り状に「マイクロプロセッサ」とあるがこれはなんだ、となった際に『誇らしい気持ちもあって「これが世界で初めてのワンチップ・コンピュータなんだ」とやっちゃった。だから事態が紛糾しちゃったってところがある』という（コンピュータといえば小さくてもミニコンピュータというのが常識だった当時のことである）。4日間日参して説明し、通関審査をパスしたという（ただし、これは嶋ではなく、当時のビジコン別社員）。
4004に関しての特許は特に取らなかったが、後に、十進補正命令（電卓では特に重要であるため、ビジコン側の主張で4004に入った命令。電卓以外でも便利なことが多く、以後の多くのマイクロプロセッサに採用された）だけでも特許を取っておけば、莫大な収入になっただろう、と書いている。

### 8080・Z80
嶋は4004の開発後、ビジコンを退職しリコーに転職。インテル社は次期製品として8008を開発。その性能向上にあたり特許戦略および他社による競合製品開発阻止のために、当時インテルのCEOだったロバート・ノイスが嶋をスカウトし、1972年にインテルに転職。8080では当初より主任設計者を務めて4004の時と同様にほとんど一人でロジックを組み上げ、8080のパターンの隅には嶋家の家紋が刻まれている。その後ファジンらCPU開発チームの主力メンバーと共にスピンアウトしザイログ設立に加わり、Z80やZ8000を設計した。Z80は8ビットマイクロプロセッサのベストセラーのひとつである。
以後、ブイ・エム・テクノロジー、AOIテクノロジー、会津大学での教職などを歴任した。

## 受賞
- 京都賞先端技術部門（1997年）[2]
- コンピュータ歴史博物館フェロー（2009年）[1]

## 主な論文・著書
- 1972年 "The MCS-4 An LSI Microcomputer System" with others, IEEE
- 1974年 "An N-Channel 8-Bit Single Chip Microprocessor" with others, IEEE, ISSCC
- 1976年 "Z-80 Chip Set Heralds Third Microprocessor Generation" with others, Electronics
- 1979年 "Demysitfying Microprocessor Design" IEEE
- 1996年 "The History of the 4004" with Hoff, M. E., Faggin, F. and Mazor, S., IEEE Micro
- 1987年8月 「マイクロコンピュータの誕生：わが青春の4004」岩波書店 ISBN 978-4000060219
- 1995年2月 「次世代マイクロプロセッサ」日本経済新聞社 ISBN 978-4532400668
- 1999年10月01日 「マイクロプロセッサの25年 電子情報通信学会誌Vol.82 No.10」電子情報通信学会 pp.997-1017